# نیکولا پاوارینی
نیکولا پاوارینی (انگلیسی: Nicola Pavarini؛ زادهٔ ۲۴ فوریهٔ ۱۹۷۴) بازیکن فوتبال اهل ایتالیا است.
از باشگاه‌هایی که در آن بازی کرده‌است می‌توان به باشگاه فوتبال رجینا، باشگاه فوتبال لچه، باشگاه فوتبال پارما، باشگاه فوتبال برشا، باشگاه فوتبال روبور سیه‌نا، باشگاه فوتبال چزنا، باشگاه فوتبال لیورنو، و باشگاه فوتبال یو. اس. پرگولیتزه اشاره کرد.